# Миколаївський морський ліцей імені професора М. Александрова
Миколаївський ліцей імені професора М. Александрова — навчальний заклад, який забезпечує поглиблене навчання з математики та фізики. Носить ім'я ректора Миколаївського кораблебудівного інституту імені адмірала Макарова, Заслуженого діяча науки і техніки УРСР, професора Михайла Миколайовича Александрова.

## Історія
У 1991 році на базі Миколаївського кораблебудівного інституту була створена «Школа гардемаринів» — перший в місті Миколаєві заклад, що став профільним навчальним закладом, пізніше реорганізованим в ліцей.

## Загальна інформація
Підготовка учнів у ліцеї ведеться за єдиним профілем — фізико-математичним, відповідно профілю базового вузу — Національного університету кораблебудування імені адмірала Макарова.
Висококваліфікований педагогічний персонал налічує 39 вчителів, з них 33 — вищої і I категорії, 10 — «вчителів-методистів», 14 — «старших вчителів», 4 — заслужених вчителів України.
Колектив ліцею в 2001 році нагороджений Почесною грамотою Кабінету Міністрів України. Він є:
2006 рік — лауреатом Всеукраїнського конкурсу «100 найкращих шкіл України — 2006» в номінації «Школа успіху»;
2007 рік — лауреатом обласного конкурсу на найкращу модель загальноосвітнього навчального закладу нового типу;
2008 рік — лауреатом обласного конкурсу «Інформаційне комп'ютерне забезпечення навчально-виховного процесу»;
2009 рік — лауреатом «Топ-100 найкращих шкіл України за результатами зовнішнього незалежного тестування» (85 місце);
2010 рік — лауреатом «Топ-100 найкращих шкіл України за результатами зовнішнього незалежного тесту».
ання" (74 місце) [2];
2010 рік — лауреатом міського конкурсу найкраща школа десятиліття.
Висока якість навчання і виховання забезпечує позитивний результат після закінчення ліцею:
100 % випускників вступають до вузів, з них 95 % — за попередньо обраним профілем;
94-98 % випускників складають зовнішнє незалежне оцінювання з фізики та математики на достатньому та високому рівні.

## Рейтинги та нагороди
- 2006 — за результататми Всеукраїнського конкурсу увійшов до рейтингу «100 найкращих шкіл України — 2006» в номінації «Школа успіху»;
- 2007 — лауреат обласного конкурсу на найкращу модель загальноосвітнього навчального закладу нового типу;
- 2008 — лауреат обласного конкурсу «Інформаційне комп'ютерне забезпечення навчально-виховного процесу»;
- 2009 — «Топ–100 найкращих шкіл України за результатами зовнішнього незалежного тестування» (85 місце);
- 2010 — «Топ–100 найкращих шкіл України за результатами зовнішнього незалежного тестування» (74 місце); призер міського конкурсу найкраща школа десятиліття, лауреатом Всеукраїнського конкурсу «Флагман освіти і науки України»;
- 2011 — «Топ–100 найкращих шкіл України за результатами зовнішнього незалежного оцінювання» (55 місце);
- 2012 — увійшов до рейтингу журналу «Фокус» — «50 кращих шкіл України» — 36 місце, серед шкіл Миколаєва: 2012 рік (4 місце); 2013 рік (3 місце); 2014 рік (2 місце); 2015 рік (2 місце);
- 2013 — ліцей увійшов до рейтингу «50 кращих шкіл України» (34 місце);
- 2014 — увійшов до рейтингу «100 кращих шкіл України по результатах ЗНО-2014» — 88 місце.
- 2015 — за результатами ЗНО з української мови і літератури займає 4 місце в Миколаївській області, в Україні увійшов в «ТОП-200» серед ліцеїв і гімназій (143 місце);
- 2016 — за результатами ЗНО з математики займає І місце серед навчальних закладів міста Миколаєва,
- 2017 — за результатами ЗНО з математики займає І місце серед навчальних закладів міста Миколаєва, за результатами ЗНО увійшли в «ТОП-200 кращих шкіл України за результатами ЗНО-2018» за предметами ЗНО 2018 з Математики зайняв 43-е місце;
- 2018 — за результатами ЗНО з математики займає І місце серед навчальних закладів міста Миколаєва, а за результатами ЗНО увійшли в «ТОП-200 кращих шкіл України за результатами ЗНО-2018» за предметами ЗНО 2018 з математики посів 57-е місце;
- 2019 — за результатами з математики, фізики та історії ліцей посів І місце серед навчальних закладів міста, в Україні увійшов в «ТОП-200» серед шкіл (178 місце), за предметами ЗНО 2019 з Математики зайняв 55-е місце, а з Фізики — 63 місце;
- 2020 — за результатами ЗНО увійшли в «ТОП-200 кращих шкіл України за результатами ЗНО-2020», з математики посів 81-е місце, з фізики — 104 місце, серед навчальних закладів міста з математики та фізики — І місце, української мови та літератури — II місце.

## Меморіальний музей М.М.Александрова
- Меморіальний куток(частина робочого кабінету будинку) М. М. Александрова, ректора МНІ з 1975 по 1993 рік, доктора технічних наук, професора, академіка Академії інженерних наук України, заслужений діяч науки і техніки, кавалера орденів Трудового Червоного прапора і Жовтневої революції.
- Фрагмент експозиції музею з етюдником.
- Відділи музею «Ленінградський період життя М. М. Александрова», «Діяльність М. М. Александрова як педагога і ректора МКІ», «Міжнародно-наукова діяльність М. М. Александрова».
- Відділ експозиції музею «Заснування і діяльність Миколаївського морського ліцею ім. Проф. М. Александрова»
- Фрагмент експозиції, присвячений шануванню пам'яті М. М. Александрова.
- Подарунки М. М. Александрову на ювілеї.

## Бібліотечний фонд
Основний бібліотечний фонд (без підручників) становить 2781 примірників. Мовний склад фонду становить:
- українською мовою (50 %),
- російською мовою (48 %),
- іншими мовами (2 %).

Основний бібліотечний фонд розподіляється за змістом таким чином:
- суспільно-політична література (267 примірників),
- природнича література (275 примірників),
- технічна література (59 екземплярів),
- методична та педагогічна література (44 екземплярів),
- літературознавча і довідкова література (234 примірників),
- художня література (1848 примірників).

Основними джерелами комплектування фонду є — органи управління освіти і благодійні акції «Подаруй бібліотеці книгу!» І «Живи, книго!».
Бібліотекарі ліцею:
- Козирка Галина Миколаївна
- Ратушняк Галина Петрівна